# Altın Gün
Altın Gün (Dia Daurat en turc ) és un grup de rock psicodèlic turc, també conegut com a rock anatòlic, d'Amsterdam, Països Baixos. Va ser fundada pel baixista Jasper Verhulst l'any 2016 quan va publicar un anunci a Facebook buscant músics turcs. El seu estil ha estat descrit com a "psicodèlic" amb una "barreja bruta de ritmes funk, guitarres wah-wah i òrgans analògics". Altın Gün també interpreta versions de rock psicodèlic de música popular turca. Els dos vocalistes de la banda, Merve Daşdemir i Erdinç Ecevit Yıldız, són d'origen turc, mentre que els altres quatre membres són neerlandesos.
El seu àlbum de debut va ser On, publicat el 2018. El 2019, van llançar Gece, que va ser nominat als 62ns Premis Grammy (2019) a la categoria de Millor àlbum de música del món. La primera gira nord-americana de la banda va començar a mitjans de 2019. El 2021 van llançar Yol que va introduir elements synthpop en combinació amb el seu so tradicional. El seu darrer àlbum Aşk es va publicar el 31 de març de 2023.
La banda també va aparèixer a la banda sonora del videojoc Star Wars Jedi: Survivor (2023). Van llançar tres temes sota el nom de "Altin Lazer Blaster".
El juny de 2023, van estrenar la banda sonora de l'anunci d'Apple TV Büyük Kaçış (La Gran Fugida) filmat al voltant del Gran Basar d'Istanbul.

## Membres
Altın Gün són:
- Jasper Verhulst - baix

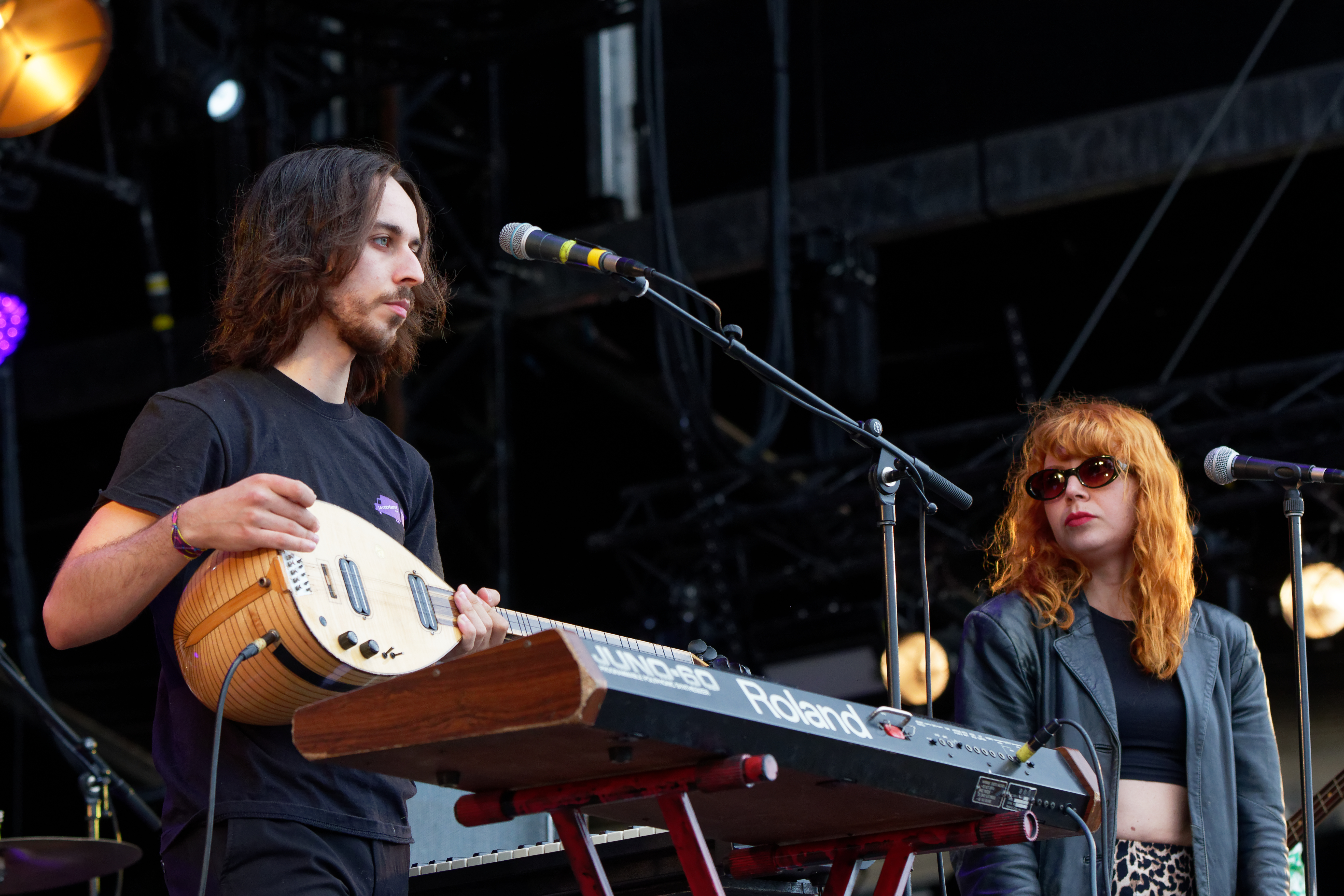
Els vocalistes de la banda, Erdinç Ecevit Yıldız i Merve Daşdemir.

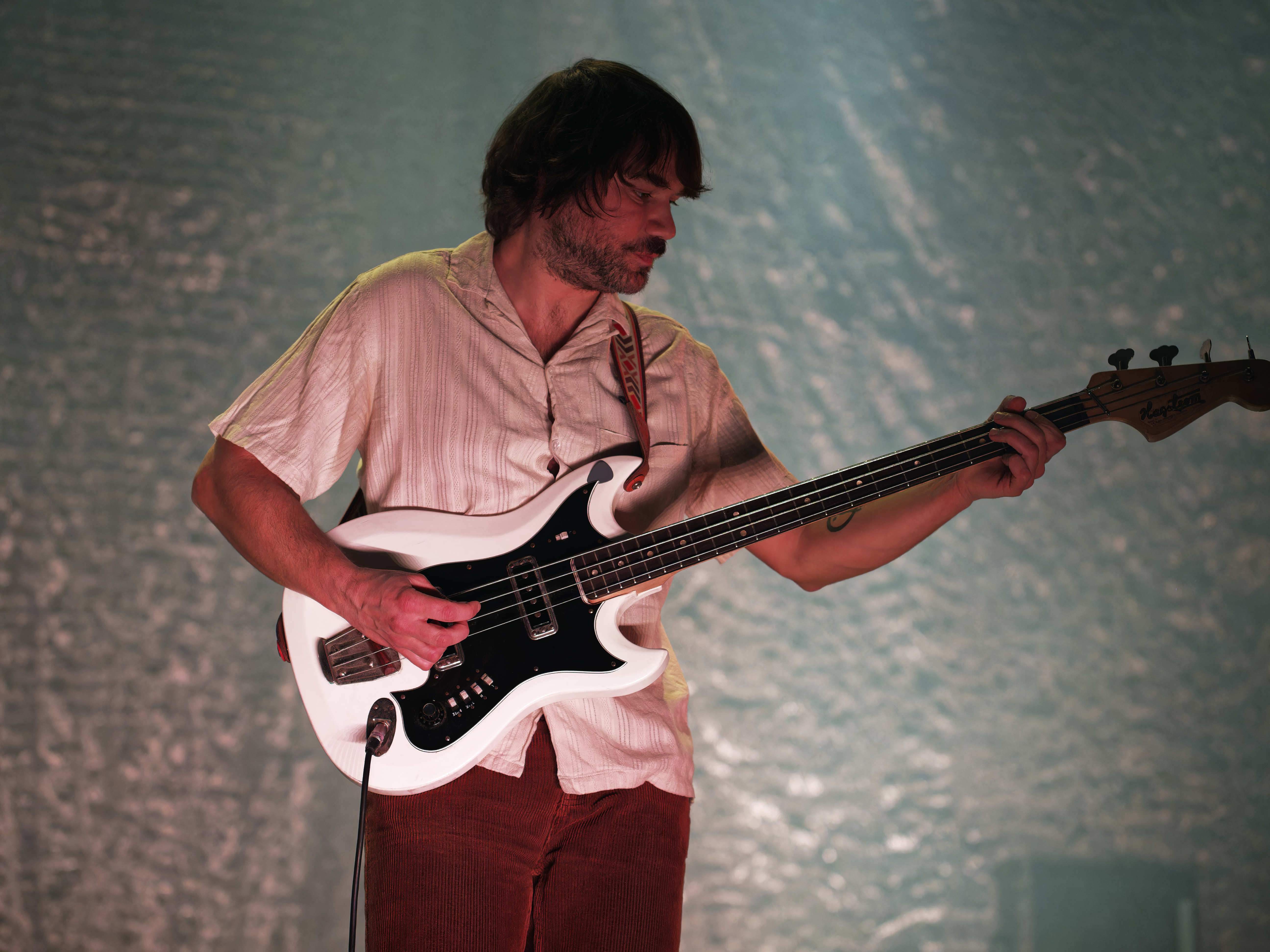
Jasper Verhulst

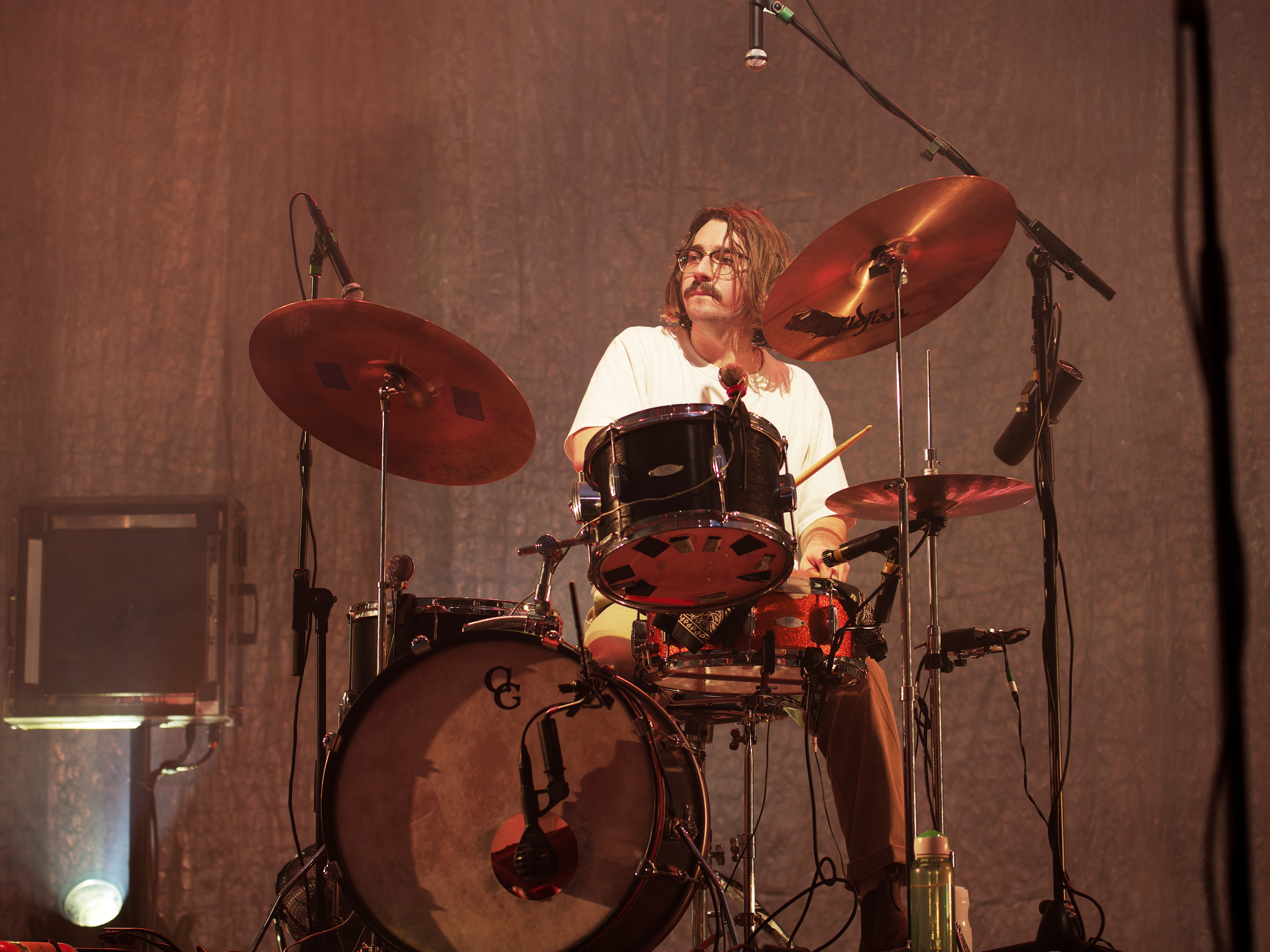
Daniel Smienk

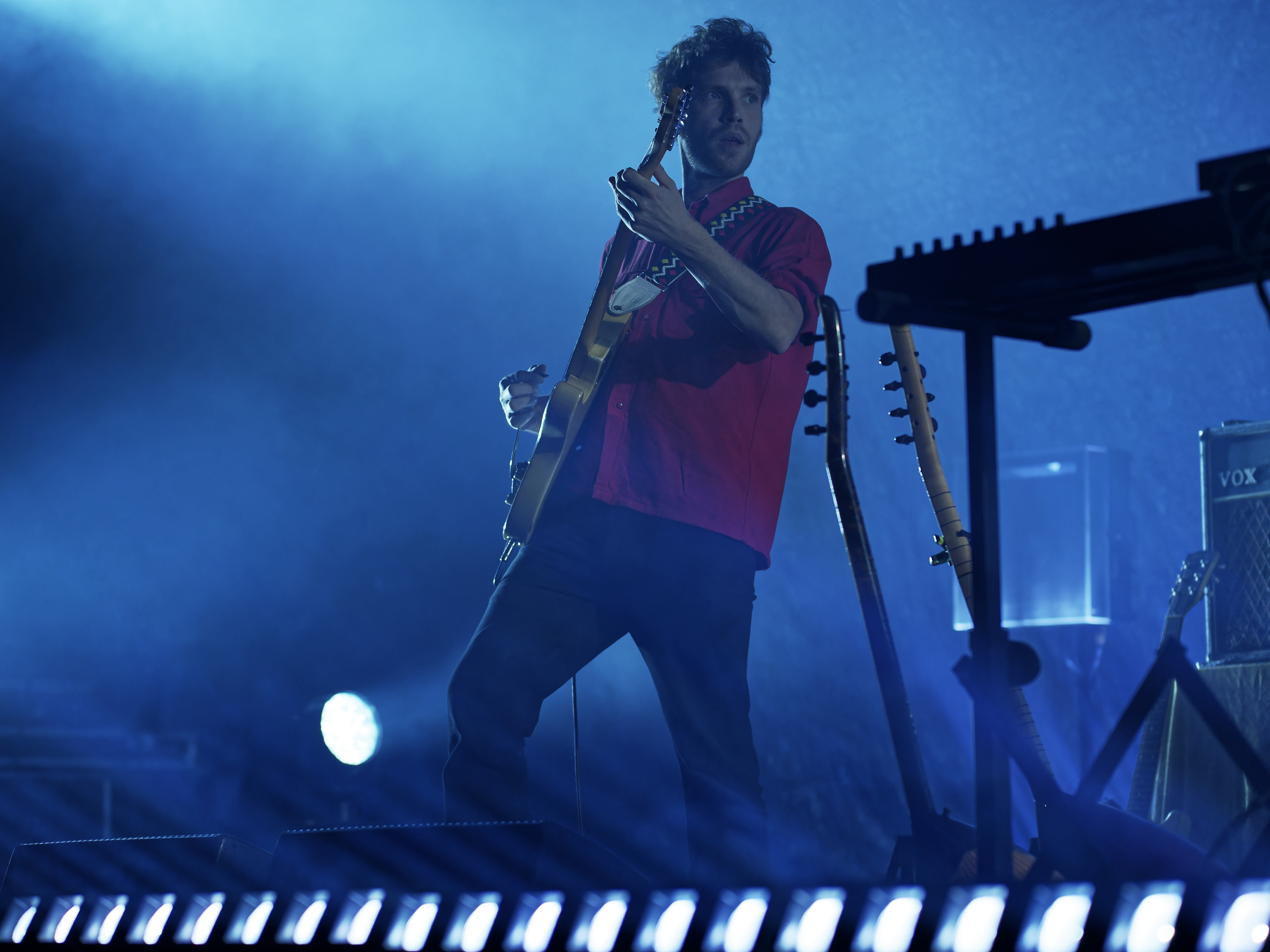
Thijs Elzinga

- Erdinç Ecevit Yıldız – veu, bağlama, tecles
- Merve Daşdemir: veu, tecles, percussió petita
- Daniel Smienk – bateria
- Chris Bruining - percussió
- Thijs Elzinga - guitarra

## Discografia

### Àlbums
- On (2018)
- Gece (2019)
- Yol (2021)[17][9]
- Âlem (2021)[18][19]
- Aşk (2023)[20][11]

### Senzills
- "Goca Dünya" / "Kırşehirin Gülleri" (2017)
- "Tatlı Dile Güler Yüze" (2018)
- "Hababam" (2018)
- "Vay Dünya" (2018)
- "Süpürgesi Yoncadan" / "Vay Vay" (2019)
- "Gelin Halayı" / "Dıv Dıv" (2019)
- "Ordunun Dereleri" / "Bir Of Çeksem" (2020)
- "Yüce Dağ Başında" (2021)
- "Kara Toprak" (2021)
- "Kısasa Kısas" / "Erkilet Güzeli" (2021)
- "Badi Sabah Olmadan" / "Cips Kola Kilit" (2022)
- "Leylim Ley" (2022)
- "Rakıya Su Katamam" (2023)
- "Güzelliğin On Para Etmez" (2023)
- "Su Sızıyor" (2023)
- "Doktor Civanım" (2023)
- "Kalk Gidelim (Remix) / Su Sızıyor (Remix)" (2023)